# Laclavère-Plateau
Das Laclavère-Plateau ist ein 15 km langes, zwischen 2 und 5 km langes und 1035 m hohes Plateau im Norden des Grahamlands auf der Antarktischen Halbinsel. Auf der Trinity-Halbinsel liegt es südlich der Schmidt-Halbinsel und der chilenischen Bernardo-O’Higgins-Station zwischen dem Misty Pass und dem Theodolite Hill.
Das UK Antarctic Place-Names Committee benannte es 1963 nach dem französischen Kartografen Georges R. Laclavère (1906–1994), dem Präsidenten des Wissenschaftlichen Ausschusses für Antarktisforschung von 1958 bis 1963.